# افراپل
افراپل، روستایی از توابع بخش مرکزی شهرستان قائم‌شهر در استان مازندران ایران است.

## افراپل در لغت‌نامه دهخدا
افراپل . [ اَ پ ُ ] (اِخ) دهی است از دهستان کارکنده بخش مرکزی شهرستان شاهی. محلی دشت و معتدل است و ۱۱۶۰ تن سکنه دارد. آب آن از سیاه رود تأمین می‌شود و محصول آن برنج، غلات، پنبه، صیفی، کنجد؛ و شغل اهالی زراعت وراه مالرو است. این آبادی از دومحل پائین جاده، افراپل   تشکیل شده است. (از فرهنگ جغرافیائی ایران ج ۳). و رجوع به سفرنامهٔ مازندران رابینو شود.

## جمعیت
این روستا در نوکندکلا قرار داشته و براساس آخرین سرشماری مرکز آمار ایران که در سال ۱۳۸۵ صورت گرفته، جمعیت آن ۱۱۰۲نفر (۲۹۳خانوار) بوده‌است.
این روستا در ۱۰ کیلومتری جاده ساری به قائم شهر واقع شده است و راه‌های دسترسی دیگر آن از جاده ساری به جویبار و بعد از روستاهای تیرکلا و پایین جاده می‌باشد.

## دین و مذهب
دین مردم روستا اسلام می‌باشد و مذهب آن‌ها شیعه